# Communauté de communes du Pays de Montsûrs
La communauté de communes du Pays de Montsûrs (CCPM) est une ancienne communauté de communes française, située dans le département de la Mayenne et dans la région Pays de la Loire. Son existence a duré de 1995 à 2012.

## Histoire
- 24 novembre 1995 : création de la communauté de communes.
- 13 février 2006 : définition de l'intérêt communautaire et extension des compétences.
- Dans le cadre du schéma départemental de coopération intercommunale, et après avis des entités et des communes concernées, l'arrêté préfectoral no 2012244-0005 du 31 août 2012 a prononcé la fusion de la communauté de communes du pays de Montsûrs avec la communauté de communes de Bais, la communauté de communes d'Erve et Charnie, la communauté de communes du Pays d'Évron, et avec le SVET (Syndicat à vocation économique et touristique des Coëvrons), pour former la communauté de communes des Coëvrons au 31 décembre 2012[1].

## Composition
Elle regroupait neuf communes (huit du canton de Montsûrs et une du canton de Mayenne-Est) :
1. La Bazouge-des-Alleux
2. Brée
3. La Chapelle-Rainsouin
4. Deux-Évailles
5. Gesnes
6. Montourtier
7. Montsûrs
8. Saint-Céneré
9. Saint-Ouën-des-Vallons